# Szendulén
Szendulén (románul: Sănduleni) falu Romániában, Moldvában, Bákó megyében. Közigazgatásilag még hat másik falu tartozik hozzá: Bârzulești, Coman, Mateiești, Tisza, Stufu és Verșești.

## Fekvése
Bákótól légvonalban 19, közúton 25 km-re délnyugatra, a DN11-es főút mellett, a Tázló völgyében fekvő település.

## Népesség
A községnek 2002-es népszámláláskor 4329 lakosa volt, melyből 4328 fő románnak, 1 pedig magyarnak vallotta magát. A népességből 2285 fő görögkeleti ortodox, 1870 római katolikus, a többi egyéb volt.
A 2011-es népszámláláskor a községnek 3863 lakosa volt.

## Külső hivatkozások
- Szendulén község honlapja (románul)